# Guerra de la Valtelina
La guerra de la Valtelina fue un episodio de la guerra de los Treinta Años. La Valtelina, situada en los Alpes, en la Italia septentrional, y poblada por católicos, pasó a comienzos del siglo XVI a soberanía de las Tres Ligas suizas, mayoritariamente protestantes. La Valtelina estaba situada estratégicamente entre los territorios de los Habsburgo austriacos y los de los españoles, cuyas posesiones italianas lindaban con el valle.
En julio de 1620 los católicos de Valtelina, en el norte de Italia, se levantaron contra los señores protestantes de las Tres Ligas. España mandó sus tropas para apoyar a los católicos y se hizo con un conjunto de fortalezas en los Alpes que le servían para asegurar el Camino Español usado por sus tropas de Italia hasta Flandes. Francia se opuso y el embajador francés en Madrid, el mariscal François de Bassompierre, logró que España firmase el Tratado de Madrid del 25 de abril de 1621, por el cual Valtelina se devolvía a las Tres Ligas a cambio de que el territorio fuese católico. Este tratado quedó en letra muerta y no contentó ni a los de las Tres Ligas ni a los valtelinos. El ministro español Baltasar de Zúñiga y Velasco se mostró a favor de llegar a un nuevo acuerdo con los franceses y se firmó el Tratado de Aranjuez de mayo de 1622, según el cual estas fortalezas quedaban en manos del papado hasta que se alcanzase un acuerdo definitivo.
En noviembre de 1624 un ejército franco-suizo (siguiendo lo acordado por Francia, Saboya y Venecia) fue a arrebatar las fortalezas al papa y a devolver el territorio a los protestantes. El papa pidió ayuda al duque de Feria y este logró acantonarse en la fortaleza de Riva, aunque el resto de las fortalezas fueron arrebatadas.
El ministro español conde-duque de Olivares y el diplomático francés Du Fargis firmaron el Tratado de Monzón el 5 de marzo de 1626. España hacía una concesión reconociendo la soberanía de las Tres Ligas sobre la Valtelina a cambio de garantías de autonomía, del libre ejercicio del catolicismo y la retirada de las tropas francesas de aquel valle.
El 19 de mayo de 1635 Francia declaró la guerra a los Austrias. El cardenal Richelieu entabló relaciones con el duque de Rohan, que llegó a Coira, obligó a los cantones suizos a dejar pasar a sus 5000 soldados y ocupó la Valtelina. El cardenal Richelieu apoyaba que la Valtelina fuese católica y el Imperio les decía que con su apoyo podrían gobernar sin las restricciones que les imponía Francia, lo que disminuyó el apoyo de las Tres Ligas a los franceses. El 24 de septiembre de 1636 las Tres Ligas rompieron su relación con Francia y se aliaron con el Milanesado y el Imperio. El duque de Rohan tuvo que llegar a un acuerdo en 1637 y abandonar el lugar. El 3 de septiembre de 1639 se firmó el Tratado de Milán, en el que los españoles reconocieron la soberanía de las Tres Ligas sobre la Valtelina, se establecía la religión católica en la región, se permitía a los protestantes quedarse solo temporalmente, se impedía cualquier relación de las Tres Ligas con el rey de Francia y las tropas españolas conseguían el derecho exclusivo a transitar por ese valle. A cambio, España debía dar retribuciones y pensiones, así como ventajas económicas y comerciales.

## Antecedentes
La Valtelina ocupa la parte alta de la cuenca del Adda, desde su nacimiento hasta su desembocadura en el lago de Como. Pertenecía desde el siglo XIV al Ducado de Milán, pero en 1512 quedó sometida a la autoridad de las Tres Ligas, aliadas con algunos de los cantones de la confederación suiza. En ella se hallan varios puertos que permiten cruzar los Alpes, entre ellos el Splügen y el Stelvio, y que en el siglo XVII permitían comunicar territorios de las dos ramas de la casa de Habsburgo: el Tirol y el Vorarlberg austriacos y el Milanesado español. La adquisición del Milanesado por los Habsburgo había otorgado una importancia estratégica a la región, cuyo control les hubiese servido de paso directo entre la Italia septentrional y los valles del Eno y del Rin y en general con los territorios alemanes del Sacro Imperio Romano Germánico. La soberanía que las Tres Ligas ostentaban sobre el valle hacía necesario, empero, el consentimiento de esta para que los ejércitos de los Habsburgo españoles pasasen a defender el Imperio en Alemania o para que los de este cruzasen al sur a colaborar en el mantenimiento de la hegemonía española en Italia.
Para Francia también la región era importante: le permitía mantener las comunicaciones con Venecia, tradicional aliada, que también temía que la Valtelina cayese en poder de sus enemigos los Austrias, bien españoles o alemanes. Esto le hubiese impedido recibir mercenarios holandeses, alemanes o suizos, además de cortar el lazo con Francia. En consecuencia, Venecia trató en todo momento de que Francia, aliada a suizos y grisones, interviniese con los Habsburgo en la zona.
El Tratado de Lyon de 1601 que puso fin a la guerra franco-saboyana supuso la cesión a Francia de Bresse, lo que cortó en la práctica las comunicaciones españolas entre el norte de Italia y Flandes al oeste de Suiza. Esto acentuó la importancia de la Valtelina, única vía practicable y segura entre el Milanesado, el Franco Condado y los Países Bajos españoles. El valor de la zona creció todavía más con el fin de la Tregua de los Doce Años, que exigía el envío de ejércitos desde Italia a Flandes. En consecuencia, España trató repetidamente de apoderarse de la región.
Los grisones dominaban la Valtelina, cuya población siguió siendo mayoritariamente católica mientras que ellos, particularmente en la Engadina, adoptaron el protestantismo. Los Habsburgo trataron de aprovechar la diferencia de confesiones, que efectivamente desencadenó diferencias e incluso disputas cruentas. La casa de Austria, defensora declarada del catolicismo, sostuvo a los habitantes de la Valtelina, postura que concordaba además con sus intereses políticos. A su intento de conseguir paso franco por los puertos de montaña de la región se opuso una alianza que agrupó a las ligas grisonas y Francia.

## Disputa por el control de la Valtelina

### Levantamiento

Giacomo Robustelli, cabecilla del alzamiento católico en la Valtelina contra el dominio de las Tres Ligas.

Los habitantes de la Valtelina habían permanecido largo tiempo sometidos a la autoridad de los grisones. La fertilidad de la zona que producía trigo y vino hacían de ella el granero de los grisones, cuyos valles de ásperas montañas apenas producían heno, mantequilla y queso. Los emisarios españoles atizaron a los habitantes del valle contra sus señores; los de la Vatelina comenzaron a ver con malos ojos a los magistrados que se les enviaba de allende las montañas, que ignoran sus leyes y costumbres y los trataban con autoritarismo. Acabaron por considerar que se infringían sus derechos y se profanaba su religión, y acabaron por rebelarse, sostenidos abiertamente por el duque de Feria, gobernador español del Milanesado. Un hidalgo del valle, Robustelli, entró en la Valtelina el 19 de julio de 1620 al frente de tropas católicas y de proscritos venidos del Tirol; se apoderó de diversas poblaciones e hizo pasar a cuchillo a los protestantes de la zona, entre seiscientos y setecientos. Las tropas grisonas, a las que se sumaron las de sus aliados de Berna y Zúrich, acudieron al enterarse de la matanza, pese a la gran reticencia de los cantones católicos; recuperaron el valle en ocho días, pero los rebeldes solicitaron el socorro del gobernador español de Milán, el duque de Feria, que a su vez despachó soldados que les devolvieron el dominio del valle sin combatir, al tiempo que lo ocupaban. El alzamiento permitió que estos valles pudiesen gobernarse autónomamente, si bien con estrechos lazos con la Lombardía española. Los grisones, sintiéndose demasiado débiles para hacer frente al de Feria, pidieron por su parte el auxilio de Francia. La intervención francesa fue lenta, bien por la juventud del soberano francés o por la diferencia de religiones entre los frisones y Luis XIII. Al principio se limitó a la diplomacia. El Tratado de Madrid, concluido el 25 de abril de 1621 —un mes después de la muerte de Felipe III— entre Francia y España con la mediación del papa Gregorio XV, dispuso que la Valtelina volviera a soberanía grisona y que los fuertes construidos por los españoles fuesen arrasados a condición de que en el valle no se permitiese otra religión que la católica; el tratado debía ser ratificado por los grisones y garantizado por los trece cantones suizos.

### Larga disputa por el dominio de la región
El tratado de Madrid nunca se aplicó. Feria y sus representantes se habían opuesto al acuerdo y los suizos se negaron a conceder la garantía que exigía el tratado, accesoria para los franceses pero necesaria para los españoles. La corte madrileña afirmó que Feria actuaba por su cuenta, desobedeciendo instrucciones, y los ministros franceses se contentaron con proseguir las estériles negociaciones.
Los grisones, hartos del estancamiento de las conversaciones en Lucerna, decidieron volver a intentar someter la Valtelina por la fuerza, pero fueron derrotados. El archiduque Leopoldo, hermano del emperador, les arrebató Chiavenna, ocupó la Engadina y el Prettigau y entró incluso en Coira. Venecia reclamó la intervención de Francia, que se negó; los grisones abandonados incluso por sus aliados suizos, se avinieron a parlamentar con Leopoldo. Este impuso nuevas condiciones a Tres Ligas en enero de 1622 en Milán: la ruptura de la alianza con Francia, la cesión de algunas tierras (La Baja Engadina y el valle de Münster), la ocupación durante doce años de Coira y Mayenfeld la restauración del obispo de Coira con sus antiguas prerrogativas, la renuncia a la Valtelina y la rúbrica de una nueva asociación con Milán y con él mismo. La falta de reacción de Francia disgustó a los protestantes suizos. Sin embargo, la firma de la paz con los hugonotes permitió que en noviembre de ese año Luis XIII y sus ministros se reuniesen en Aviñón con el duque de Saboya y el embajador de Venecia y pactasen devolver la Valtelina a los grisones, arrebatándosela a los españoles. Las largas negociaciones llevaron a la firma el 7 de febrero de 1623 del Tratado de París con Venecia y Saboya —temerosas de la vecindad con los Habsburgo— que debía devolver la Valtelina a los grisones. Los cantones, sin embargo, se negaron a sumarse a la alianza, tanto por la influencia de los católicos favorables a los Habsburgo como por la falta de confianza en Francia y, en especial, en Saboya, que tenía conocidas pretensiones sobre algunos territorios de la confederación.
La guerra parecía inminente y España trató de seguir negociando, adoptando una postura intermedia: cedió los fuertes del valle a las tropas de Gregorio XV, que debían ocuparlos hasta se resolviese la controversia. Luis XIII lo aceptó, lo que disgustó a la oposición al Gobierno en Francia y a sus recientes aliados. El traspaso no eliminó la posibilidad de paso de los ejércitos españoles por el valle. El cambio de la actitud francesa se debió a un relevo en el Gobierno a principios de 1624, con la caída en desgracia de Sillery y de su hijo.
El sucesor de Gregorio XV, Urbano VIII, continuó la política de su predecesor: propuso un tratado cuya clave, como el de Madrid sería la restauración de la autoridad grisona en la Valtelina. España no podía renunciar a los puertos alpinos y argumentó que los intereses de la religión católica le impedían dejarlos en manos de herejes, así como la promesa que había hecho a los habitantes de la Valtelina de que no volverían a quedar sometidos al «yugo protestante». Las negociaciones se dilataban y Urbano VIII hizo un último esfuerzo por impedir la guerra entre los dos bandos: en febrero de 1624 propuso al embajador francés en Roma, Nicolas Brulart de Sillery, un acuerdo según el cual los españoles conservarían los puertos de montaña, se limitarían los derechos de los grisones y los reyes de Francia y de España asumirían la protección de la Valtelina. Sillery no contaba con potestad para responder a la propuesta papal, por lo que se limitó a enviarla a Francia.
Richelieu convenció fácilmente a Luis XIII de que ceder los puertos de la Valtelina a España, lo que hubiese permitido comunicar directamente las posesiones de las dos ramas de la casa de Austria, suponía reforzar el poderío de esta, facilitar su dominio de Europa y excluir a Francia de los asuntos de Italia. La propuesta pontificia fue rechazada y Sillery sustituido por Philippe de Béthune; este insistió ante el papa que la disputa debía resolverse según lo dispuesto en el Tratado de Madrid, y que la Valtelina debía volver a poder de los grisones. Con respecto a la cuestión religiosa, Francia se sometía a la decisión del pontífice. La falta de acuerdo hizo inevitable la guerra.

### Intervención francesa
Francia acometió una maniobra de distracción en Italia para facilitar la conquista de la Valtelina. Génova era por entonces el puerto de desembarco de los españoles en el norte de Italia y sus banqueros financiaban a la corte de Madrid. Apoderarse de la república hubiese permitido a Francia aislar el Milanesado de España y privar al enemigo de dinero. El pretexto para declararle la guerra provino del duque de Saboya, Carlos Manuel, que disputaba a Génova la posesión de un feudo imperial, Zuccarello; se decidió que el duque atacaría en la primavera de 1625 con ayuda francesa. Venecia se negó a participar en la empresa, que consideraba ajena al problema recio.
Tras preparar la campaña, Richelieu solicitó al papa que devolviese los fuertes de la Valtelina a los españoles, para no tener que enfrentarse a las tropas papales cuando invadiese la región. Urbano VIII, que esperaba todavía que las partes pactasen y se alcanzase la paz, se negó tras titubear. El Gobierno francés encomendó entonces a François-Annibal de Estrées, futuro mariscal, que emprendiese  el ataque a la Valtelina, que resultó veloz. Los franceses gozaron de las simpatías de los suizos protestantes, puesto que se presentaban como defensores de sus correligionarios grisones. Estos se alzaron contra el archiduque Leopoldo, con el apoyo de De Estrées, durante el invierno. De Estrées partió de Coira el 26 de noviembre de 1624 al frente de cinco o seis mil hombres, tanto grisones como franceses, y penetró en la Valtelina por Poschiavo. Las tropas del papa no ofrecieron apenas resistencia, salvo en Chiavenna; De Estrées los trató con toda consideración: les devolvió las banderas que les había arrebatado y liberó a los prisioneros, después de haber cuidado de los heridos y de vestir a su costa a los que habían desvalijado. El marqués de Bagno, jefe de las tropas papales, solicitó tardíamente el auxilio del duque de Feria, que apenas pudo despachar tropas para conservar Riva. De Estrées quedó detenido ante esta desde la primavera de 1625 y la situación militar no cambió en el resto del año. La falta de cooperación veneciana hizo que De Estrées tuviese que preocuparse por mantener la colaboración suiza para recibir refuerzos y dinero y para no quedar aislado de Francia.
El alzamiento hugonote de enero de 1625 impidió que la expedición a Italia alcanzase el mismo éxito que la de la Valtelina. Lesdiguières, que acompañaba al duque de Saboya, venció a genoveses y españoles y conquistó algunas plazas entre marzo y junio de 1625, pero no quiso arriesgarse a poner sitio a Génova, pese a la insistencia del duque. Los invasores perdieron luego la zona costera y no lograron ni bloquear Génova ni cortar las comunicaciones entre esta y Milán, objetivo primordial de la ofensiva. Venecia y Saboya deseaban atacar el Milanesado, origen de los refuerzos que acudían tanto a la Valtelina como a Génova, pero el Gobierno francés, que no deseaba precipitar una guerra abierta con la Monarquía Hispánica en ese momento, se opuso. Feria, por su parte, logró que pasasen por los cantones católicos refuerzos venidos de Alemania para los combates que libraba tanto en la Valtelina como en el oeste. La campaña contra Génova fue, en conjunto, un fracaso.
El papa no aceptó perder la custodia de los fuertes de la Valtelina: envió a su sobrino Barberini a Francia en mayo de 1625 para reclamar su devolución; los franceses acogieron con grandes honores al legado, pero se negaron. Barberini propuso una tregua, que fue rechazada porque se creyó que solo favorecería a los españoles. Pidió luego que la Valtelina se independizase de la autoridad grisona a causa de la diferencia de religión, pero los franceses le respondieron que esto nunca sería motivo suficiente para que un súbdito se rebelase contra su soberano y que el rey de España defendía supuestas exigencias de los habitantes de la Valtelina que no eran tales. Pidió por fin la devolución de los fuertes, que le fue rehusada puesto que el Gobierno francés creía que el papa no podría conservarlos. La actitud versátil de Richelieu, que cambiaba al ritmo de la suerte de la guerra, complicó la tarea de Barberini. Este finalmente partió sin haber conseguido nada.
Francia parecía contar ya con el apoyo de los cantones suizos, gracias a la hábil actuación de su embajador en la dieta de Soleura en enero de 1626: todos aprobaron la devolución de la Valtelina a los grisones, siempre que se asegurase la protección del catolicismo en el valle. Esto, la necesidad de comunicación entre el Milanesado y el Imperio, que posiblemente requeriría la apertura forzosa del puerto de San Gotardo o de algún puerto recio por Feria o el archiduque Leopoldo, la insistencia del papa en recobrar el control de la Valtelina y la negativa suiza a permitir el paso de tropas a aquellos que se oponían a que los grisones recuperasen la Valtelina auguraban la continuación del conflicto. Se esperaba que tras el parón a las operaciones militares que traería el invierno, se reanudarían las hostilidades.
Las nuevas negociaciones condujeron finalmente a la firma del Tratado de Monzón (5 de marzo-10 de mayo de 1626) entre Francia y España, sin participación de los grisones, ni de Venecia o Saboya, que sí habían sido firmantes del Tratado de París de 1623. En virtud de este nuevo pacto, apenas corregido en mayo por las protestas de suizos y grisones, la soberanía grisona sobre la Valtelina quedaba reducida a recibir un tributo anual de veinticinco mil escudos y al derecho de confirmar a los magistrados que eligiesen los habitantes del valle. El culto católico era el único autorizado en la zona; los protestantes extranjeros no podían tener domicilio fijo en el valle. Los puertos permanecían cerrados a los españoles. Para calmar a Venecia, Luis XIII le prometió secretamente que tendría el uso exclusivo de los puertos de la Valtelina, derecho que había recuperado el rey francés en el tratado.

## Consecuencias
Richelieu no se limitó a impedir  a España y a Austria el cruce por los Alpes; envió agentes a Suiza y a Alemania para socavar la influencia de la casa de Habsburgo. Estos trataron de convencer al obispo de Coira para que se separase del Imperio, del que dependía, y se sometiese a la autoridad y protección del rey de Francia, y de atizar las diferencias entre el elector de Tréveris y la corte de la infanta Isabel Clara Eugenia, gobernadora de Países Bajos, a causa de ciertos feudos del Palatinado. El Gobierno francés intentó incluso de malquistar al archiduque Leopoldo con su hermano el emperador. El señor de Marcheville le ofreció el apoyo de Francia a su reclamación de ciertas herencias y a heredar el trono imperial dada la mala salud de sus sobrinos, los hijos de Fernando. Como el archiduque colgó el hábito y expresó su deseo de casarse, el representante francés le ofreció la mano de la duquesa de Montpensier, la más rica heredera de Francia, a condición de que se declarase en favor del Palatinado y que defendiese los intereses de Francia en Alemania. El archiduque rechazó las proposiciones francesas y se casó con Claudia de Médici, manteniéndose leal a los Habsburgo hasta su muerte en 1632.
Los ejércitos españoles de Gómez IV Suárez de Figueroa y Córdoba y Fernando de Austria (cardenal-infante) pudieron pasar por el valle sin problemas en 1632 y 1633.
Finalmente España y los grisones llegaron a un acuerdo en 1639, el valle seguiría siendo católico y quedaría en manos de estos últimos.